# Ща (тибетская буква)

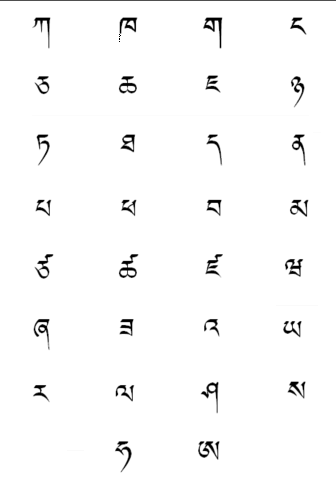

Ща (вайли sha) — 27-я буква тибетского алфавита, может быть только слогообразующей буквой. В тибетском букваре ассоциируется со словом ща — мясо. По произношению близка к 21-й букве, транскрибируемой как Жа. В тибетской практической транскрипции на материале словаря передаёт санскритскую букву шакар श  (Шакьямуни, Шарипутра и др.) и китайскую инициаль ㄒ  (xi-).
Числовое соответствие: ща — 27, щи — 57, щу — 87, ще — 117, що — 147.

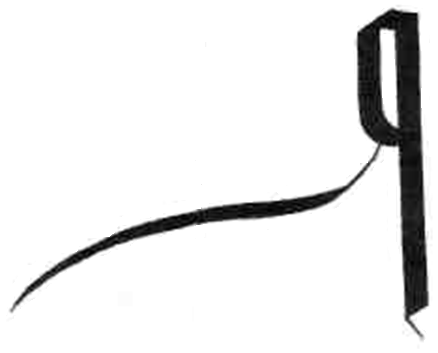
Ща умэ

## Щаратаща
Для передачи санскритского «Шри».

## Гаощаща
Примеры: щинджеще — Ямантака, Шенраб — основатель религии Бон. 

## Баощыщы
Ща шрифтом ранджана: 